# Motonwutun
Motonwutun is een bestuurslaag in het regentschap Flores Timur van de provincie Oost-Nusa Tenggara, Indonesië. Motonwutun telt 857 inwoners (volkstelling 2010).